# Álvaro Gil Cabral
Álvaro Gil Cabral (1335? - Coimbra, 1433?), nobre e militar português, sendo nomeado Senhor de Belmonte e Azurara. Foi trisavô do navegador Pedro Álvares Cabral.

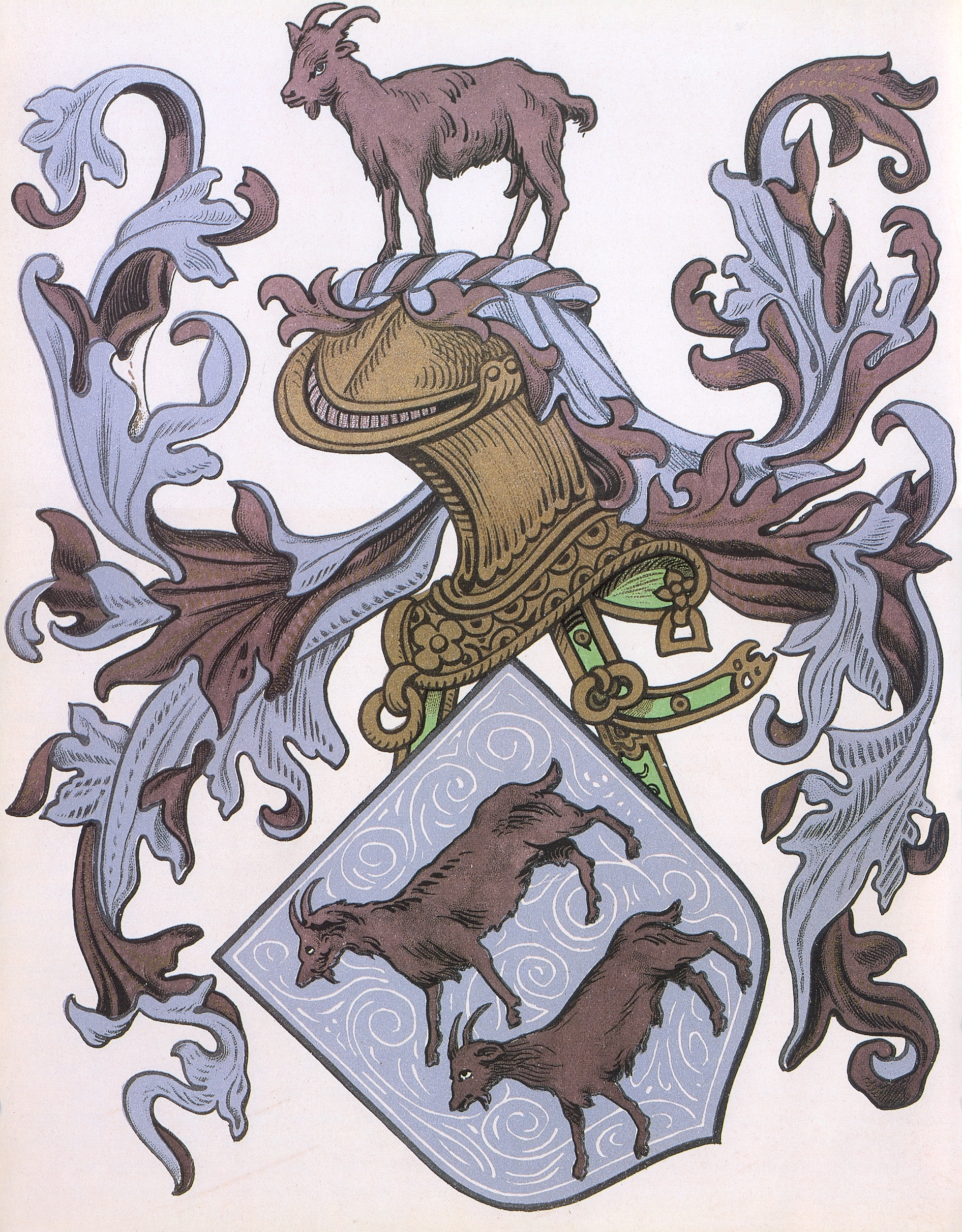
Brasão da linhagem Cabral

Após o falecimento do rei D. Fernando (1367-1383), ao eclodir a Crise de 1383-1385, desempenhava a função de alcaide da Guarda. Levantou-se em armas pelo partido do Mestre de Avis, negando-se a entregar o castelo a João I de Castela que, marchando sobre Lisboa para reivindicar o trono de Portugal, tivera a entrada na Guarda facilitada pelo bispo da diocese, Afonso Domingues de Linhares (1384).
Combateu na batalha de Aljubarrota, vindo a falecer em Coimbra após ter tomado assento nas Cortes de Coimbra de 1385, que inauguraram a dinastia de Avis, elegendo como soberano o Mestre de Avis, que reinou como D. João I.